# 布兰登酒店站
布兰登酒店站（英語：Brandon Hall station）是位于马萨诸塞州布鲁克莱恩的地面轻轨站。车站在灯塔街行车道之间的分隔带中，波士顿轻轨绿线C支线在此站停靠。车站两座侧式站台间有步道连接，乘客可以横穿轨道到达另一侧站台，本车站不是无障碍车站，据2011年乘客统计，车站使用率为C支线地面车站中倒数第二，日均旅客发送量仅比霍伊斯街站高。车站所在地附近南侧为布兰登酒店旧址，酒店于1904年竣工。第二次世界大战期间，酒店安置了400多位美国海岸警卫队妇女预备队成员。该酒店于1947年4月26日被烧毁，为纪念该酒店，轻轨站以此命名。

## 车站结构
| G 街道/站台层 | 侧式站台，右侧开门 | 侧式站台，右侧开门              |
| G 街道/站台层 | 出城               | 往克利夫兰环岛 （费尔班克斯街） |
| G 街道/站台层 | 入城               | 往波士顿北站 （顶峰大道）       |
| G 街道/站台层 | 侧式站台，右侧开门 |                                 |